# Прапор Кантабрії
Прапор іспанської спільноти Кантабрія складається з двох горизонтальних смуг однакової ширини, білої зверху та червоної знизу, і герба регіону в центрі. Зображення встановлено в тексті Статуту автономії, за винятком герба, який встановлено Законом обласних зборів, затвердженим 30 грудня 1981 року. 
У 2016 році парламент Кантабрії також визнав Кантабрійський хрест символом кантабрійського народу, закликавши установи та громадянське суспільство Кантабрії сприяти його використанню.  Більшість селищ вже прийняли пропозицію використовувати цей прапор, розмістивши його на балконаї ратуш.

Кантабрійський хрест або Lábaro.